# Сантеу
Сантеу (рум. Santău) — село у повіті Сату-Маре в Румунії. Адміністративний центр комуни Сантеу.
Село розташоване на відстані 439 км на північний захід від Бухареста, 42 км на південний захід від Сату-Маре, 115 км на північний захід від Клуж-Напоки.

## Населення
За даними перепису населення 2002 року у селі проживали 1822 особи.
Національний склад населення села:
| Національність | Кількість осіб | Відсоток |
| -------------- | -------------- | -------- |
| румуни         | 1041           | 57,1%    |
| угорці         | 662            | 36,3%    |
| цигани         | 111            | 6,1%     |
| німці          | 8              | 0,4%     |

Рідною мовою назвали:
| Мова      | Кількість осіб | Відсоток |
| --------- | -------------- | -------- |
| румунська | 1057           | 58,0%    |
| угорська  | 765            | 42,0%    |